# SECOR
SECOR (англ. Sequential Collation of Range, Последовательное Сопоставление Диапазона) — это микроволновый метод измерения больших расстояний путем сравнения фаз.
Этот метод был разработан примерно в 1960 году для спутниковой геодезии и впервые использовался в конце 1962 года для запуска мигающего спутника Anna 1B. Он измеряет расстояние между наземной станцией и спутником, отвечая на измерительные импульсы транспондером. Разность фаз сигналов является мерой расстояния. Неоднозначность состоят в использовании четырех совершенно разных частот, похожих на разработанный теллурометр для наземного ЭРС.
Всего было запущено 14 малых спутников для системы SECOR, 10 из которых успешно вышли на орбиту Земли. Эти спутники были также названы SECOR или, EGRS (англ. Electronic & Geodetic Ranging Satellite — Электронный и Геодезический Дальний Спутник).
Максимальная точность измерения достигала 1-3 метрами в 1960-е годы, но строительство наземных станций относительно дорого (измерительный пункт, антенна среднего размера, контроль). Поэтому после успешного завершения Экваториальной сети SECOR, которая была первой в мире сетью обследований, они были постепенно закрыты. Спустя несколько лет спутниковые лазеры (см. Satellite Laser Ranging SLR) обеспечили еще лучшую точность, даже на сегодня, - в миллиметровом диапазоне.

## История запусков
- SECOR 1 — 11 января 1964
- SECOR 2 — 11 марта 1965
- SECOR 3 — 4 марта 1965
- SECOR 4 — 3 апреля 1965
- SECOR 5 — 10 августа 1965
- SECOR 6 — 9 июня 1966
- SECOR 7 — 19 августа 1966
- SECOR 8 — 5 октября 1966
- SECOR 9 — 29 июня 1967
- SECOR 10 - запуск не удался
- SECOR 11 - 16 августа 1968
- SECOR 12 - 16 августа 1968
- SECOR 13 - 14 апреля 1969